# Othon-Henri du Palatinat
Otton-Henri de Wittelsbach (Ottheinrich, né le 10 avril 1502 à Amberg, mort le 12 février 1559 à Heidelberg) est le dernier représentant des branches de Palatinat et de Bavière-Landshut de la maison de Wittelsbach, par ses deux grands-pères Philippe Ier du Palatinat et Georges de Bavière. Il est duc de Neubourg puis électeur palatin. Converti à la Réforme, il favorise l'essor du luthéranisme dans ses États et dans l'Empire. C'est également un prince éclairé, mécène et collectionneur d'art, bibliophile consommé et amateur d'occultisme et d'alchimie, quoique piètre gestionnaire et homme d'État.

## Duc de Palatinat-Neubourg
À la suite de la guerre de succession de Landshut, il hérite en 1505 d'une partie des biens de ses deux aïeux, composant le duché de Palatinat-Neubourg. Trop jeune pour régner, il est mis sous la tutelle de son oncle le prince puis électeur Fréderic, qui réside souvent à la cour de Charles Quint. Une fois émancipé, il règne nominalement avec son jeune frère Philippe le Consciencieux. Ils se répartissent le territoire du duché dans un premier temps en 1535, avant qu'Othon-Henri ne parvienne à évincer purement et simplement son cadet en 1541. Philippe doit se réfugier chez ses oncles à Heidelberg, où il vit dans la dépendance en raison de sa grande gêne financière.
Othon-Henri mène grand train dans son château de Neubourg sur le Danube, promouvant les arts et entretenant une cour fastueuse qui le met à plusieurs reprises au bord de la banqueroute. Il doit même réclamer au roi de Pologne le paiement de la partie de la dot de sa grand-mère, Hedwige Jagellon, qui n'avait pas été versée lors de ses noces avec Georges le Riche. À partir de 1527, il fait reconstruire le château selon les préceptes de la Renaissance italienne. Il épouse en 1529 sa cousine Suzanne de Bavière, fille du duc Albert IV de Bavière et veuve du margrave de Kulmbach, dont il n'aura pas d'enfants. Bibliophile passionné, il constitue une bibliothèque particulièrement riche en saisissant systématiquement les livres appartenant aux monastères dans ses états. Il fait enluminer des manuscrits prestigieux comme la fameuse bible en langue allemande qui porte son nom ou des traités d'alchimie. À côté de la traditionnelle dimension dynastique, ses collections sont marquées par le conflit religieux qui traverse l'Allemagne du XVIe siècle, donnant une large part aux ouvrages théologique et de controverse. En 1543, sous l'influence du théologien Andreas Osiander, il se convertit à la Réforme protestante, ce qui provoque sa mise au ban de l'Empire lors de la diète de Ratisbonne, en 1546. Les troupes impériales occupent le duché et Othon-Henri doit fuir en Palatinat pendant la guerre de Smalkalde. Il ne retrouve ses états que six ans plus tard, en 1552, grâce à la révolte des princes contre Charles Quint. Lors des pourparlers en vue de la paix de Passau, il réclame une liberté confessionnelle totale pour les protestants. À la mort de son oncle Frédéric II de Palatinat, en 1556, il hérite du trône électoral et devient comte palatin du Rhin et prince électeur du Saint-Empire. Par le traité de Heidelberg de 1557, il lègue son duché de Neubourg à son lointain cousin le duc Wolfgang de Deux-Ponts.

## Comte palatin du Rhin et prince électeur

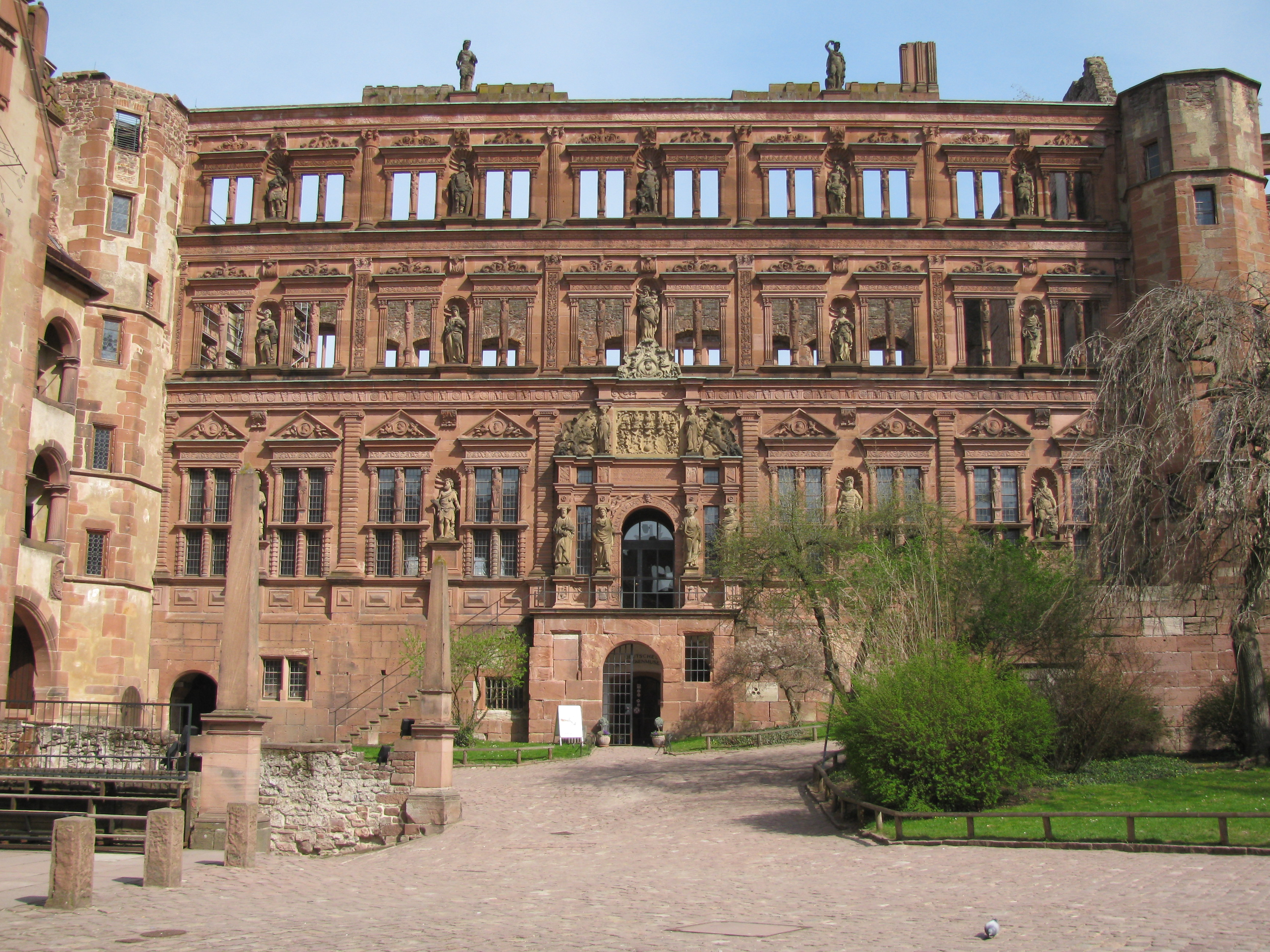
Les ruines de l'aile Othon-Henri du château de Heidelberg

Son règne comme prince-électeur est marqué par la restauration du luthéranisme, suspendu après la capitulation de Frédéric II pendant la guerre de Smalkalde. Il poursuit son mécénat, favorise l'humanisme, réforme l'université de Heidelberg et augmente le château des princes-électeurs d'une nouvelle aile de style Renaissance qui porte aujourd'hui son nom. Il fait transférer sa bibliothèque depuis Neubourg et saisit encore une fois une partie des bibliothèques des églises de ses États, notamment celles de l'église du Saint-Esprit de Heidelberg, qu'il ajoute à ses propres collections. Ce fonds princier forme aujourd'hui la bibliotheca palatina de l'université de Heidelberg. Il meurt dans cette dernière ville le 12 février 1559 et son corps est déposé à l'église du Saint-Esprit. Comme toutes les sépultures princières de la ville, ses ossements sont profanés et dispersés lors du sac du Palatinat en 1693. Son décès marque l'extinction de la branche ainée des Wittelsbach. C'est son cousin éloigné, le duc de Palatinat-Simmern qui devient électeur palatin sous le nom de Frédéric III du Palatinat.